# Penicillium phoeniceum
Penicillium phoeniceum är en svampart som beskrevs av J.F.H. Beyma 1933. Penicillium phoeniceum ingår i släktet Penicillium och familjen Trichocomaceae.   Inga underarter finns listade i Catalogue of Life.